# Trofeo Alta Valle del Tevere
Le Trofeo Alta Valle del Tevere est une course cycliste italienne disputée au mois d'avril près de Città di Castello, en Ombrie. Créée en 1995, cette épreuve fait habituellement partie du calendrier de la Fédération cycliste italienne en catégorie 1.19. Elle est réservée aux coureurs espoirs (moins de 23 ans) ainsi qu'aux élites sans contrat. 

## Présentation
Le Trophée tient son nom de l'Alta Valle del Tevere (« Haute vallée du Tibre »), lieu de la course qui correspond au début du cours du fleuve Tibre depuis sa source au mont Fumaiolo jusqu'au centre habité de Montecastelli, une frazione d'Umbertide. Il est formé par un circuit vallonné d'environ 27 kilomètres à cinq tours avec comme difficulté majeure la montée de Canoscio,, située vers le milieu du circuit. 
En 2019, il sert de parcours pour le championnat d'Italie juniors.

## Palmarès
| Année | Vainqueur             | Deuxième            | Troisième            |
| ----- | --------------------- | ------------------- | -------------------- |
| 1995  | Roberto Moretti (nl)  |                     |                      |
| 1996  | Gianluca Sironi       |                     |                      |
| 1997  | Antonio Salomone      | Paolo Ferronato     | Cristian Marianelli  |
| 1998  | Ruggero Marzoli       | Paolo Bossoni       | Federico Cardini     |
| 1999  | Alessandro Cortinovis |                     |                      |
| 2000  | Davide Frattini       | Dmitry Gaynitdinov  | Aleksandr Kuschynski |
| 2001  | Aleksandr Arekeev     | Vladimiro Tarallo   | Raffaele Illiano     |
| 2002  | Patrick Martini       | Fabio Quercioli     | Andrea Melani        |
| 2003  | Cristian Tosoni       |                     |                      |
| 2004  | Ciro Santoro          | Alessandro Proni    | Francesco De Bonis   |
| 2005  | Donato Cannone        | Matteo Priamo       | Fabio Taborre        |
| 2006  | Alexey Shchebelin     | Mauro Colombera     | Enrico Peruffo       |
| 2007  | Marco Stefani         | Federico Canuti     | Julián Muñoz         |
| 2008  | Emanuele Vona         | Simone Stortoni     | Paolo Centra         |
| 2009  | Paolo Ciavatta        | Roberto Cesaro (de) | Richie Porte         |
| 2010  | Maksym Averin         | Gianluca Randazzo   | Derik Zampedri (de)  |
| 2011  | Giuseppe Cicciari     | Ivan Martinelli     | Mirko Tedeschi       |
| 2012  | Ilya Gorodnichev      | Donato De Ieso      | Marcin Mrożek        |
| 2013  | Luca Benedetti        | Graziano Di Luca    | Marcin Mrożek        |
| 2014  | Paolo Totò            | James Jaramillo     | Marco D'Urbano       |
| 2015  | Mirco Maestri         | Pierpaolo Ficara    | Marlen Zmorka        |
| 2016  | Marco Bernardinetti   | Stefano Verona      | Ivan Martinelli      |
| 2017  | Antonio Zullo         | Matteo Grassi       | Leonardo Tortomasi   |
| 2018  | Davide Leone          | Nicolò Rocchi       | Umberto Marengo      |
| 2019  | Gianmarco Garofoli    | Andrea Piccolo      | Alessio Martinelli   |